# Геострофічний вітер
Геострофічний вітер — рівномірний рух повітря, що існував би при повній рівновазі сили баричного градієнту та відхиляючої сили обертання Землі (сили Коріоліса) при відсутності сили тертя та відцентрової сили. Такі умови мають назву геострофічного балансу. За цими умовами рух повітря спрямований паралельно ізобарам. Наближення геострофічного вітру добре працює для опису глобальних вітрів на помірних широтах вище за планетарний примежовий шар. Для опису циркуляційних процесів меншого масштабу, таких як циклони, використовуються наближення градієнтного вітру.
| Погода | Це незавершена стаття з метеорології. Ви можете допомогти проєкту, виправивши або дописавши її. |